# أميلي مورغان
أميلي مورغان (بالإنجليزية: Amelie Morgan)‏ هي لاعبة جمباز فني بريطانية، ولدت في 31 مايو 2003 في سلاو في المملكة المتحدة.

## وصلات خارجية
- أميلي مورغان على موقع الاتحاد الدولي للجمباز (licence) (الإنجليزية)
- أميلي مورغان على موقع الاتحاد الدولي للجمباز (biography) (الإنجليزية)
- أميلي مورغان على موقع اللجنة الأولمبية الدولية (الإنجليزية)
- أميلي مورغان على موقع أوليمبيديا (الإنجليزية)
- أميلي مورغان على موقع اللجنة الأولمبية البريطانية (الإنجليزية)